# Leon Pachucki
Leon Pachucki (ur. 11 kwietnia 1872 w Suwałkach, zm. 10 października 1932 w Łodzi) – generał brygady Wojska Polskiego, kawaler Orderu Virtuti Militari.

## Życiorys
Urodził się 11 kwietnia 1872 w Suwałkach, ówczesnej stolicy guberni suwalskiej, w rodzinie Antoniego i Stefanii Borms. Uczył się w Gimnazjum Męskim w rodzinnym mieście. W 1889, w wieku siedemnastu lat, wstąpił do Armii Imperium Rosyjskiego i został przydzielony do 18 pułku strzelców, stacjonującego w rodzinnych Suwałkach. W 1892 ukończył Wileńską Szkołę Junkrów Piechoty w Wilnie. Wziął udział w wojnie rosyjsko-chińskiej (1900–1901) i rosyjsko-japońskiej (1904–1905).
26 marca 1918 we Francji objął dowództwo 3 pułku strzelców polskich, późniejszego 45 pułku piechoty Strzelców Kresowych. Następnie został dowódcą X Brygady Piechoty. Na tym stanowisku 1 maja 1920 został zatwierdzony z dniem 1 kwietnia 1920 w stopniu generała podporucznika, w grupie oficerów byłej Armii generała Hallera. 20 maja 1920 został przyjęty do Wojska Polskiego z byłej armii gen. Hallera, z zatwierdzeniem posiadanego stopnia pułkownika. 8 sierpnia 1920 został wyznaczony na stanowisko dowódcy XXV Brygady Piechoty.
Od marca do maja 1921 był słuchaczem kursu wyższych dowódców. 26 września 1921 został zastępcą dowódcy Okręgu Generalnego „Łódź”, a 15 listopada 1921, po reorganizacji, zastępcą dowódcy Okręgu Korpusu Nr IV w Łodzi. 3 maja 1922 został zweryfikowany w stopniu generała dywizji ze starszeństwem z dniem 1 czerwca 1919 i 50. lokatą w korpusie generałów. Z dniem 1 lutego 1924 ówczesny minister spraw wojskowych, generał dywizji Kazimierz Sosnkowski mianował go członkiem Oficerskiego Trybunału Orzekającego. Z dniem 15 kwietnia 1925 został mianowany zastępcą dowódcy Okręgu Korpusu Nr IX w Brześciu nad Bugiem. W październiku 1926 zajmowane przez niego stanowisko zostało zniesione. Z dniem 1 marca 1927 minister spraw wojskowych, marszałek Polski Józef Piłsudski zezwolił na udzieleniu mu dwumiesięcznego urlopu z zachowaniem uposażenia, a Prezydent RP, Ignacy Mościcki z dniem 30 kwietnia 1927 przeniósł go w stan spoczynku. Mieszkał w Łodzi przy ul. Zagajnikowej 36a. Zmarł 10 października 1932 w Łodzi. Pochowany na Starym Cmentarzu w Łodzi.
Leon Pachucki był żonaty z Cezarią z Misiewiczów, z którą miał troje dzieci: Janinę (1899), Helenę (1903) i Witolda (1907).

## Ordery i odznaczenia
- Krzyż Srebrny Orderu Wojskowego Virtuti Militari nr 2043[20] – 13 kwietnia 1921[21]
- Krzyż Walecznych czterokrotnie nr 55126 w zamian za wstążkę biało-amarantową[22][23]
- Medal Niepodległości – 17 września 1932 „za pracę w dziele odzyskania niepodległości”[24][3]
- Medal Pamiątkowy za Wojnę 1918-1921[5]
- Medal Dziesięciolecia Odzyskanej Niepodległości[5]
- Krzyż Oficerski Legii Honorowej – 27 sierpnia 1923[25]
- Medal Zwycięstwa – 1921[26]
- Medal Pamiątkowy Wielkiej Wojny – 1921[26]
- Order Świętego Włodzimierza 4 stopnia z mieczami i kokardą
- Order Świętej Anny 2 stopnia z mieczami i kokardą
- Order Świętego Stanisława 2 stopnia
- Order Świętej Anny 3 stopnia z mieczami i kokardą
- Order Świętego Stanisława 3 stopnia z mieczami i kokardą
- Medal pamiątkowy 300-lecia Domu Romanowych
- Srebrny Medal za Kampanię Chińską
- Brązowy Medal Pamiątkowy Wojny Rosyjsko-Japońskiej